# Batomys
Batomys es un género de roedores miomorfos de la familia Muridae. Son endémicos de Filipinas.

## Especies
Se reconocen las siguientes:
- Batomys dentatus Miller, 1911
- Batomys granti Thomas, 1895
- Batomys hamiguitan Balete, Heaney, Rickart, Quidlat & Ibanez, 2008[2]
- Batomys russatus Musser, Heaney & Tabaranza Jr., 1998
- Batomys salomonseni (Sanborn, 1953)
- Batomys uragon Balete, Rickart, Henaey & Jansa, 2015[3]